# Корнейчук, Игорь Иванович
И́горь Ива́нович Корнейчу́к (26 февраля 1971,  Соликамск, СССР — 18 сентября 2019 Пермь, РФ) — общественно-политический деятель, социотехнолог, тренер сборной Перми, сборной России по жиму лёжа, воспитавший нескольких чемпионов мира, Европы. России.

## Биография
Учился в средней школе на №101 на Гайве г. Перми (закончил с серебряной медалью).
В 1993 году окончил исторический факультет Пермского университета по специальности «История» (тема диплома: "Культурно-историческая концепция А. Дж. Тойнби и его исследовательский метод").
В 2002–2003 работал в пермском PR-агентстве "Кучер".
2005–2006 — замдиректора пермского филиала Института корпоративного развития.
С 2000 по 2009 активно занимался тренерской работой (жим лёжа, пауэрлифтинг, бодибилдинг).
С 2009 по 2017 — глава  PR-отдела ШБЛ «КЭС-Баскет».
Одновременно вёл активную общественно-политическую работу в администрации Пермского края.
В 2013–2015 — помощник, консультант-референт руководителя администрации губернатора Пермского края А. В. Фролова, до октября 2015 —  консультант-референт руководителя администрации департамента планирования и контроля администрации Пермского края .
С октября 2015 по октябрь 2017 — помощник проректора по стратегическому планированию, экономике и правовым вопросам Пермского университета, одновременно в 2015–2017 — советник председателя Общественной палаты Пермского края Д. Г. Красильникова.
С 2017 — заведующий сектором , с 2019  — руководитель аппарата Общественной палаты Пермского края.
Умер 18 сентября 2019 года.

## Спортивная деятельность
Тренер высшей квалификационной категории. Президент Федерации пауэрлифтинга Пермской области (2000, 2001). Исполнительный директор Клуба силовых видов спорта Пермской области (1999–2003). Старший тренер клуба силовых видов спорта Пермской области (с 2001) и пермской сборной по жиму лёжа. Под его руководством сборная в 2003 и 2004  году выигрывала командные чемпионаты России.
В 2003–2005 году был тренером сборной России по жиму штанги лёжа; члены команды установили несколько мировых рекордов и завоевали несколько золотых и серебряных медалей на чемпионатах мира и Европы, проводимых Международной федерацией пауэрлифтинга.
И. И. Корнейчук воспитал плеяду талантливых учеников. Среди них:
- Олег Кушнарёв — мастер спорта международного класса, чемпион мира, Европы, многократный чемпион России по жиму лёжа, тренер высшей категории, президент, вице-президент Пермской краевой федерации пауэрлифтинга[20];
- Евгений Матасов[21][22][23] — мастер спорта международного класса, чемпион мира, Европы, многократный чемпион России по жиму лёжа, технический директор пермской ТЭЦ–13;
- Владимир Максимов — мастер спорта международного класса, мастер спорта СССР по тяжелой атлетике, многократный чемпион мира, Европы, России по жиму лёжа, установивший в жиме лёжа 26 рекордов, 15 из которых — действующие[24];
- Николай Цаплин — абсолютный рекордсмен России (2011), абсолютный призёр (2011), чемпион России (2014), серебряный призёр чемпионата мира (2014) по жиму лёжа.

Олег Кушнарёв, экс- и вице-президент пермских краевых федераций пауэрлифтинга и бодибилдинга, отмечает:
«До сих пор удивляюсь, как из нас, простых пермских парней, он сделал мировых звёзд! Мы втроём – Максимов, Матасов и я – все чемпионы мира, и все – у него! Это не совпадение, это значит, что он действительно хороший тренер, тренер от бога!

Как он смог этого достичь? Он много читал и думал, но главное: он не работал по стандартной схеме, а искал креативные, нестандартные решения
.
Его метод тренировки пользовался известностью ; среди тех, для кого И. И. Корнейчук приходился наставником по жиму лёжа, можно назвать  Марину Котельникову, чемпиона Европы, многократного чемпиона России по жиму лёжа; Юрия Трутнева — экс-мэра и экс-губернатора Пермского края, зам. председателя правительства РФ, председателя президиума ассоциации Киокусинкай России, Константина Отавина, чемпиона России и Европы, руководителя Ассоциации силовых видов спорта Перми, и др.
С 2009 по 2017 годы являлся активным деятелем школьной баскетбольной лиги «КЭС-Баскет», возглавлял PR-отдел лиги.
В 2010 и 2017 был чемпионом Пермского края по жиму лёжа.
15 декабря 2019 года Пермская краевая федерация пауэрлифтинга провела Гран-при «Олимпия» памяти Игоря Корнейчука.
24 января 2021 года пермский фитнес-клуб "Богатырь" (тренером которого являлся И. Корнейчук) проводил мемориал «Игорь Корнейчук» по пауэрлифтингу (жим классический) среди мужчин и женщин .

### Интернет-публикации
- Igor Korneychuk (M) // OpenPowerlifting.
- Вечная память...  // КЭС-Баскет. Школьная баскетбольная лига.
- Игорь Иванович Корнейчук // Выпускники ИПФ ПГНИУ.
- Корнейчук Игорь  // Allpowerlifting. База данных выступлений по пауэрлифтингу.
- Корнейчук Игорь Иванович // Забытые имена Пермской губернии.
- Около 100 спортсменов приняли участие в открытом турнире ПГУ по жиму штанги лежа // Powerlifting.ru. 2017 восстановлення копия.
- Положение о проведении открытого Гран-при «Олимпия» памяти Игоря Корнейчука по пауэрлифтингу (жим классический) среди мужчин // Пермская краевая федерация пауэрлифтинга. 15 декабря 2019 года.
- Положение о проведении мемориала «Игорь Корнейчук» по пауэрлифтингу (жим классический) среди мужчин и женщин // Old school gym "Богатырь". Пермь. Январь 2021 .
- Пустовалов А., Иванова П. "Быть, а не казаться!" // Университет. № 16. 2022. С. 82–86.
- Железный жим. Евгений Матасов — легенда пермского пауэрлифтинга // Медлайф, №22, июнь 2012.

### Статьи
- "Богатырские игры — 2004" // Боевой путь. 20.05.2004.
- Волгин А. Рукастый, головастый... // Пермские новости/ № 4 (1124), 25–31 января 2002. С. 15.
- Петров А. Жим лёжа доступен многим // [уточнить ссылку]
- Шатров П. Прилёг. Отжался. Победил // Местное время. № 33 (890). 4–10 сентября 2002. С. 15.
- Ярдаев С. Серебро — не бронза // Пермские новости. № 25 (1094). 22–28 июня, 2001. С. 16.